# أندرو ديفيس (قائد الفرقة الموسيقية)
السير أندرو فرانك ديفيس (2 فبراير 1944 - 20 أبريل 2024) قائد أوركسترا إنجليزي عمل لفترة طويلة قائد رئيسي لأوركسترا تورونتو السيمفوني وأوركسترا بي بي سي السيمفوني وأوركسترا ملبورن السيمفوني. عمل مديرًا للموسيقى في مهرجان جليندبورن من عام 1988 إلى عام 2000، عمل مدير الموسيقى والقائد الرئيسي لأوبرا شيكاغو الغنائية من عام 2000 إلى موسم 2020-21.
وصفه الناقد الموسيقي آلان بليث بأنه "قائد الفرقة الموسيقية الذي تعززت مهارته الفنية من خلال الحماس الفطري والتفاني في المهمة التي بين يديه والتي كان قادرًا على نقلها إلى الفرقة التي كانت أمامه.

## روابط خارجية
- الموقع الرسمي
- أندرو ديفيس (قائد الفرقة الموسيقية) التسجيلات من ديسكاغز.كوم
- أندرو ديفيس (قائد الفرقة الموسيقية) على أول ميوزيك
- أندرو ديفيس في قاعدة بيانات الأفلام على الإنترنت
- Two interviews with Sir Andrew Davis, on WNIB Classical 97, Chicago, 8 November 1993 & 30 October 2000
- Sir Andrew Davis – Back in the pit (Glyndebourne, 2012) على يوتيوب